# كرتون نتورك (جنوب شرق آسيا)
كرتون نتورك هي قناة تلفزيونية مدفوعة من جنوب شرق آسيا تبث بشكل أساسي سلسلة متحركة . تديرها AT&T ووارنر ميديا ضمن قسمها الدولي ، يتم بث القناة من مقرها الرئيسي في سنغافورة و جاكرتا ، إندونيسيا للجماهير في بلدها ، بالإضافة إلى هونغ كونغ ، ماكاو وجنوب شرق آسيا (باستثناء الفلبين ، حيث خلاصتها كانت لاحقًا منفصلة عن نسخة جنوب شرق آسيا الأوسع). تم إطلاقها في 6 أكتوبر 1994.